# هارنا
هارنا هي قرية في مقاطعة كليبر، إيران. عدد سكان هذه القرية هو 166 في سنة 2006.